# Ataque de Urumqi de mayo de 2014
El ataque a un mercado en Urumchi fue un atentado terrorista ocurrido en la ciudad de Urumchi, en Sinkiang, China, en la mañana del 22 de mayo de 2014, que causó 43 muertos, incluyendo a cuatro atacantes, y 94 heridos, haciendo de este el ataque más mortífero del conflicto en Xinjiang.

## Trasfondo
El atentado tuvo lugar en una región donde predominan los musulmanes uigur, un grupo étnico que reclama una mayor autonomía del territorio de Sinkiang y una menor influencia de la etnia han. En esta misma ciudad había ocurrido un atentado a la estación de tren el 30 de abril de 2014, que mató a tres personas e hirió a otras 79.

## Ataque

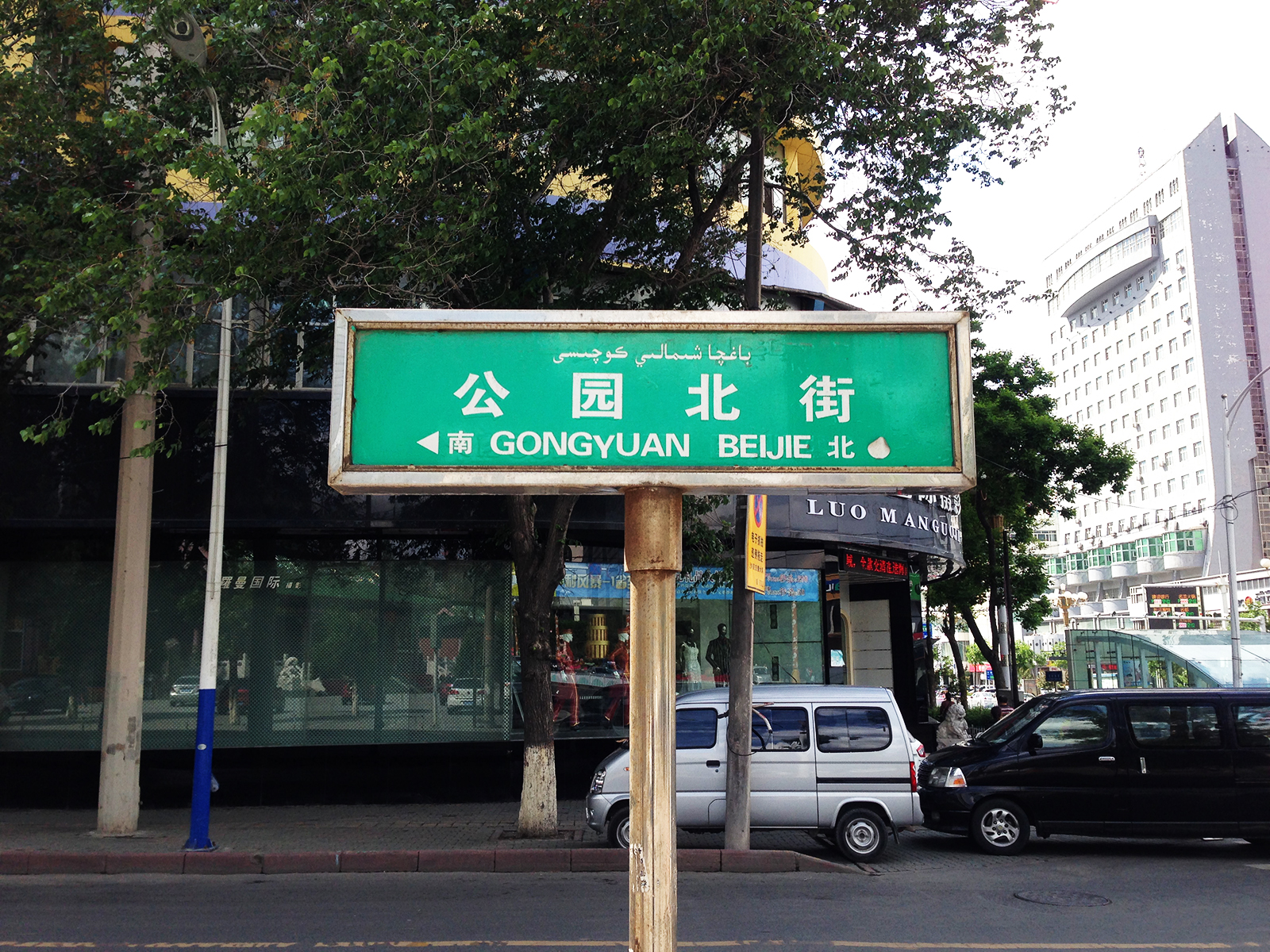
Letrero de la calle Gongyuan (donde ocurrió el ataque)

El ataque ocurrió por la mañana en un mercado de la calle Gongyuan, en la zona céntrica de Urumchi. Es un mercado que sirve a los residentes de la zona, frecuentados sobre todo por las personas mayores, en especial chinos han, aunque muchos vendedores son uigures.
A las 7:50 a. m. (hora local)), en momentos en que pocas personas estaban en la zona debido a la temprana hora, dos camionetas sin placas de matrícula, pero ondeando banderas uigures, viajando en dirección de norte a sur, fueron conducidos a través de barreras de metal en un área con los compradores. Los conductores de los vehículos utilitarios deportivos atropellaron personas mientras una docena de explosivos eran lanzadas por las ventanas de los automóviles. Los vehículos tuvieron entonces un choque frontal, lo que resultó en una gran explosión. Un cordón fue creado para mantener a los curiosos alejados, pero las imágenes mostrando una gran nube de humo negro se publicaron en Weibo, como sí también las imágenes de los cuerpos tendidos en el suelo y puestos de mercado destruidos. A los 10 minutos, la gente comenzó a transportar a los heridos a los hospitales. La policía y más vehículos de servicio de emergencia llegaron en los siguientes 30 minutos. A las pocas horas, la policía armada estaba patrullando la zona, y los fotógrafos y camarógrafos fueron obligados a borrar las imágenes y no tomar nuevas imágenes. Tropas paramilitares se desplegaron también, y patrullaban las calles cercanas con un equipo SWAT.
Un día después del ataque, los medios de comunicación estatales chinos informaron de que fue perpetrado por cinco terroristas suicidas. 43 personas murieron, entre ellas cuatro de los asaltantes (llamados Nurahmat Ablipiz, Raghimjan Memet, Memtimin Mahmat y Ablet Abdukadir), y más de 90 resultaron heridas. El quinto sospechoso, Memet Memtimin, fue arrestado. La mayoría de las víctimas eran chinos Han, incluyendo a muchos compradores de edad avanzada.

## Reacciones
El presidente chino Xi Jinping y Li Keqiang respondieron al incidente con la promesa de «acciones decisivas contra los ataques terroristas». También pidieron a los funcionarios gubernamentales de la región para hacer todo lo posible para garantizar que los heridos fuesen atendidos, el delito investigado y sus autores castigados severamente. El Ministerio de Seguridad Pública calificó lo sucedido como un «grave incidente de terrorismo violento» y el jefe de la seguridad interior, Meng Jianzhu, prometió acabar con la «arrogancia de los terroristas».